# 한국MSD
한국엠에스디(영어: MSD Korea)는 미국의 제약회사이며, 한국 지사는 서울에 위치 하였다.

## 연혁
- 1982년 중외제약(현 JW중외제약) 등과 기술제휴를 맺었다
- 1994년 MSD 한국 현지법인 한국MSD를 설립하여 진출하였다.

## 제품소개
전문의약품
- 로타텍 (로타 바이러스 예방용 백신)
- 가다실 (자궁 경부암 예방 접종용 백신) (판매원 : HK이노엔㈜ )
  - 가다실9 (자궁 경부암 예방 접종용 백신) (판매원 : HK이노엔㈜ )
- 프로디악스-23 (폐렴 구균 예방 접종용 백신)
- 박스뉴반스 (폐렴 구균 예방 접종용 백신)
- 녹사필 (진균 감염증 치료제) (판매원 : ㈜보령바이오파마)
- 레메론 (우울증 치료제) (제조의뢰원 : 한국오가논㈜ )
- 리비알 (폐경 및 골다공증 치료제)
- 박타 (A형 간염 예방용 백신)
- 라게브리오 (코로나19 치료제)
- 키트루다 (항암제)